# Barford St John
Barford St John är en by i civil parish Barford St. John and St. Michael, i distriktet Cherwell, i grevskapet Oxfordshire, i England. Byn är belägen 8 km från Banbury. Barford St John var en civil parish 1866–1932 när blev den en del av Barford St John and St Michael. Civil parish hade 51 invånare år 1931. Byn nämndes i Domedagsboken (Domesday Book) år 1086, och kallades då Bereford.